# Okres Pétervására
Okres Pétervására (maďarsky Pétervásárai járás) je jedním ze sedmi okresů maďarské župy Heves. Jeho centrem je město Pétervására.

## Sídla
V okrese se nachází celkem 20 měst a obcí.
| - Bodony - Bükkszék - Bükkszenterzsébet - Erdőkövesd - Fedémes - Istenmezeje - Ivád - Kisfüzes - Mátraballa - Mátraderecske | - Parád - Parádsasvár - Pétervására - Recsk - Sirok - Szajla - Szentdomonkos - Tarnalelesz - Terpes - Váraszó |